# Alexion Pharmaceuticals
Alexion Pharmaceuticals (NASDAQ: ALXN) é uma empresa farmaceutica americana, sediada em Connecticut.